# Meuvy
Meuvy est une ancienne commune française du département de la Haute-Marne en région Grand Est. Elle est associée à la commune de Breuvannes-en-Bassigny depuis 1972.

## Géographie
Traversé par les routes D220 et D222, le village de Meuvy est délimité à l'ouest par la Meuse.

## Toponymie
Anciennes mentions : Mosa vico (époque mérovingienne), Meuvy (1333), Moviacum (XIVe siècle).
La mention Mosa vico signifie « village de la Meuse » ; Meuvy est en quelque sorte la syncope de « Meusevic ».

## Histoire
En 1789, ce village forme une enclave de Bourgogne en Champagne et dépend du bailliage de Dijon.
Le 1er novembre 1972, la commune de Meuvy est rattachée sous le régime de la fusion-association à celle de Breuvannes qui devient Breuvannes-en-Bassigny.

## Politique et administration
| Période | Période | Identité            | Étiquette      | Qualité     |
| ------- | ------- | ------------------- | -------------- | ----------- |
|         |         | Claude Thiébaut     | Sans Étiquette | Retraité    |
|         |         | Christophe Gobillot | Sans Étiquette | Agriculteur |
|         |         | Claude Cosson       | Sans Étiquette | Retraité    |

## Démographie
| 1793 | 1800 | 1806 | 1821 | 1831 | 1836 | 1841 | 1846 | 1851 |
| ---- | ---- | ---- | ---- | ---- | ---- | ---- | ---- | ---- |
| 645  | 479  | 605  | 515  | 509  | 506  | 511  | 486  | 479  |

| 1856 | 1861 | 1866 | 1872 | 1876 | 1881 | 1886 | 1891 | 1896 |
| ---- | ---- | ---- | ---- | ---- | ---- | ---- | ---- | ---- |
| 393  | 385  | 394  | 375  | 356  | 334  | 326  | 329  | 313  |

| 1901 | 1906 | 1911 | 1921 | 1926 | 1931 | 1936 | 1946 | 1954 |
| ---- | ---- | ---- | ---- | ---- | ---- | ---- | ---- | ---- |
| 323  | 302  | 285  | 245  | 257  | 238  | 217  | 191  | 193  |

| 1962 | 1968 | - | - | - | - | - | - | - |
| ---- | ---- | - | - | - | - | - | - | - |
| 176  | 168  | - | - | - | - | - | - | - |

## Lieux et monuments
- Église Saint-Georges, construite entre 1681 et 1719
- Voie romaine de Langres à Trèves

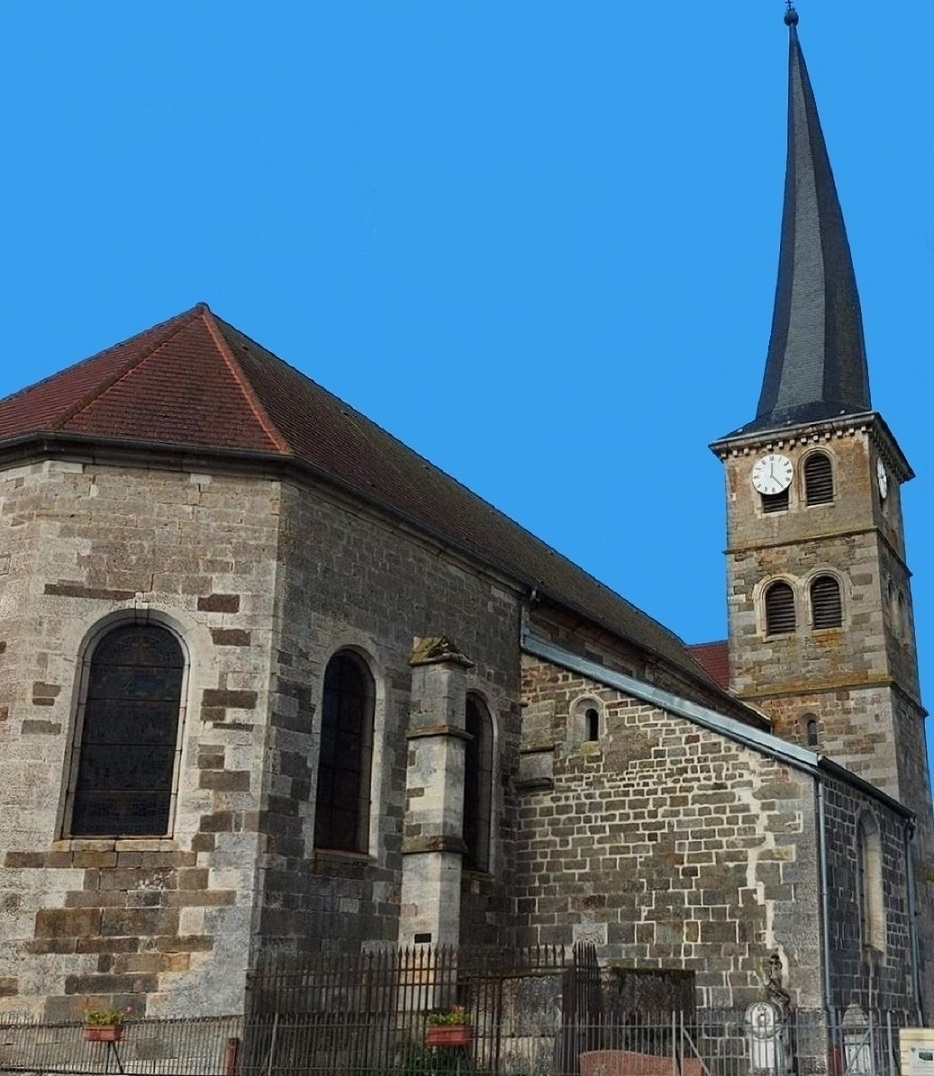
L'église Saint-Georges et son clocher tors.
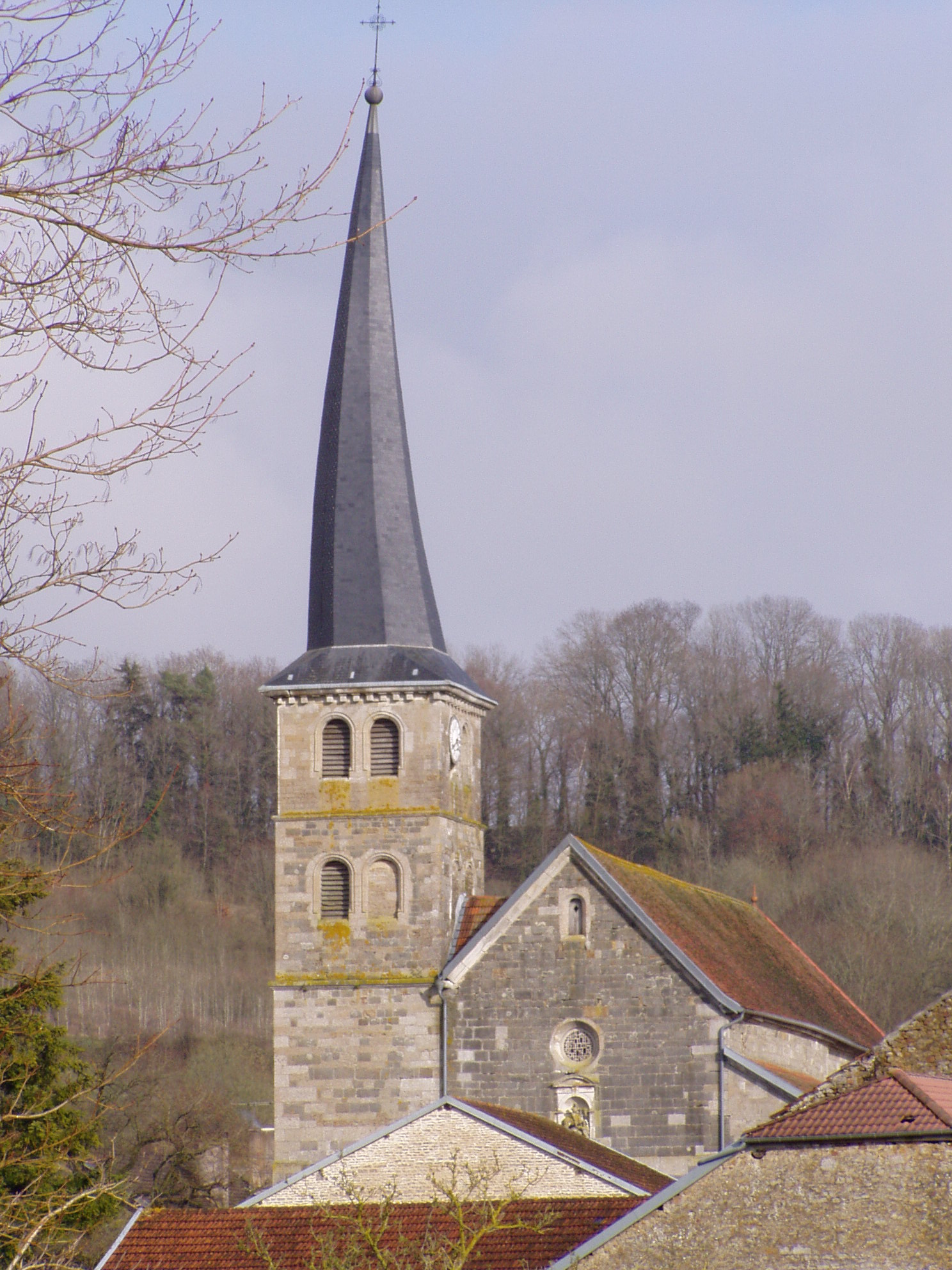
Clocher de l'église Saint-Georges.

## Personnalités liées
- Gustave Dutailly (1847-1906), homme politique et botaniste
- Émile Richebourg (1833-1898), romancier